# Lacul Saint Clair (America de Nord)
Lacul Saint Clair (franceză Lac Sainte-Claire) este situat între provincia canadiană Ontario și statul Michigan, SUA.  Lacul se află la circa 10 km nord-vest de Detroit. Lacul are o suprafață aproximativă de 1.114 km², făcând parte din sistemul Marilor Lacuri. Lacul împreună cu râurile St. Clair și Detroit face legătura dintre lacurile Erie și Huron.

## Date geografice
Are o lungime pe direcția nord-sud de 42 km și lățimea pe direcția este-vest de 37 km. Lacul are o adâncime relativ mică, adâncimea medie fiind de 3 m, iar adâncimea maximă atinge 6,4 m. Lacul a fost adâncit pânâ la 8,2 m pentru a permite circulația vapoarelor. Lacul St. Clair este deversarea lacului Huron, care se află în nord. La locul de deversare se află o deltă largă, din est și vest se mai varsă în lac râurile Thames, Sydenham și Clinton. Scurgerea apei din lacul St. Clair în lacul Erie se face prin râul Detroit.

## Istoric
Lacul, care aparține de sistemul fluvial al Marilor Lacuri, era folosit de triburile amerindiene incă din perioada precolumbiană. Europenii au sosit în regiune prin anul 1679. O expediție condusă de René-Robert Cavelier, Sieur de La Salle a numit lacul în cintea sfintei Clara din Assisi.